# OpenCSW
OpenCSW ist ein Verein nach Artikel 60-79 des Schweizer Zivilgesetzbuches in Greifensee, Zürich. Das Ziel des Vereins ist die Erstellung von frei verfügbaren Paketen für Solaris und die Unterstützung von Projekten bei der Portierung auf Solaris. Den Kern des Projektes bilden die CSW-Pakete (Community SoftWare). Nach dem Stand vom Oktober 2012 werden über 3600 Pakete im SVR4-Format für Solaris 10 angeboten. Soweit möglich sind die Pakete sowohl für Sparc als auch für x86 verfügbar und enthalten jeweils Versionen in 32 und 64 Bit. Für Solaris 8 und 9 existieren noch historische Katalog, die jedoch nur sporadisch aktualisiert werden. Die Pakete werden mit „pkgutil“ verwaltet und können so in einem Schritt mit Abhängigkeiten installiert und aktualisiert werden.

## Geschichte der CSW-Pakete
Der Name CSW stammt von dem Sun-Mitarbeiter Alan DuBoff und wurde nach einer Diskussion auf comp.unix.solaris gefunden. Danach hat 2002 Philip Brown die Initiative ergriffen und nach Maintainern für Pakete gesucht, die dann bei Blastwave gehostet wurden.
Im August 2008 eskalierte ein Streit zwischen dem Besitzer des Markennamens „Blastwave“ Dennis Clarke und Philip Brown in dessen Folge Clarke sämtliche nach außen sichtbaren Daten des Projektes löschte. Als Folge davon wurde von einem Großteil der aktiven Maintainer OpenCSW gegründet und als Fork weitergeführt. Mit der Schließung von Blastwave im September 2012 werden CSW-Pakete nur noch von OpenCSW angeboten.